# Giorgi Papuaschwili
Giorgi Papuaschwili (georgisch გიორგი პაპუაშვილი; * 26. Dezember 1972 in Tiflis) ist ein georgischer Politiker. Der Rechts- und Politikwissenschaftler war von Februar 2004 bis Februar 2005 Justizminister Georgiens. Von Februar 2005 bis zum Juli 2006 war er Umweltschutzminister. Seither ist er Richter am georgischen Verfassungsgericht.

## Leben
Er studierte an der Fakultät für internationales Recht und internationale Beziehungen der Staatlichen Universität Tiflis. 1995 legte er dort das Magisterexamen in Rechts- und Politikwissenschaft mit Auszeichnung ab.
Von 1996 bis 1999 arbeitete er als Referent des Rechtsausschusses des georgischen Parlaments unter dem Vorsitz Micheil Saakaschwilis. Zugleich studierte er an der politikwissenschaftlichen Fakultät der Mitteleuropäischen Universität Budapest, erwarb den Masters-Abschluss, war Praktikant beim Europarat, der Europäischen Union und verschiedenen US-amerikanischen Entwicklungshilfe-Agenturen. 1999 wechselte er als Stipendiat des Edmund S. Muskie Graduate Fellowship Program zur American University nach Washington, wo er 2004 ein juristisches Aufbaustudium abschloss. Anschließend wurde er Leiter des rechtswissenschaftlichen und Anti-Korruptions-Programms der Open Society Stiftung in Georgien.
Präsident Saakaschwili berief ihn im Januar 2004 zu seinem juristischen Berater. Am 17. Februar 2004 wählte ihn das Parlament zum Justizminister Georgiens. Nach dem Tode Surab Schwanias wurde er unter Premierminister Surab Nogaideli Umweltschutzminister. Am 21. Juli 2006 wurde er aus dem Amt entlassen und von Präsident Saakaschwili zum Richter am georgischen Verfassungsgericht ernannt.
Papuaschwili ist verheiratet und hat zwei Kinder. Er spricht englisch und russisch.

## Schriften
- Georgian Law Review: Giorgi Papuashvili: Präsidialsysteme in postsowjetischen Ländern: Das Beispiel Georgien, Ausg. 3, 1999 (PDF-Datei; 350 kB)
- Legislation on Political Organizations of Foreign Countries. In: Center for Strategic Research and Development of Georgia (Hrsg.): Bulletin N1, Tbilisi (o. J.)
- Information on Organic Law on Political Organizations of Georgia. In: Center for Strategic Research and Development of Georgia (Hrsg.): Bulletin N10, Tbilisi (o. J.)
- Existed Constitutional Regime in Georgia: Problems and Perspectives. In: Center for Strategic Research and Development of Georgia (Hrsg.): Bulletin N26, Tbilisi (o. J.)